# Матвеев, Александр Иванович (целлюлозник)
Александр Иванович Матвеев — советский хозяйственный и государственный деятель, лауреат Государственной премии СССР за выдающиеся достижения в труде.

## Биография
Родился в 1930 году в селе Ракашево. Член КПСС.
В 1947—1959 — варщик целлюлозы на целлюлозном заводе Питкяранта Карело-Финской АССР, рабочий Троицкой бумажной фабрики.
В 1959—1963 — рабочий треста «Котласбумстрой».
В 1963—1990 — варщик целлюлозы, бригадир варщиков целлюлозы Котласского ЦБК.
За повышение эффективности изысканий и использования природных ресурсов был в составе коллектива удостоен Государственной премии СССР за выдающиеся достижения в труде 1979 года.
Умер в 1997 году в Коряжме.

## Награды
- Орден Ленина (1976)
- Орден Знак Почёта (1966)